# Pelidnota estebanabadiei
Pelidnota estebanabadiei är en skalbaggsart som beskrevs av Soula 2009. Pelidnota estebanabadiei ingår i släktet Pelidnota och familjen Rutelidae. Inga underarter finns listade i Catalogue of Life.